# 莱尼 (墨西拿广域市)

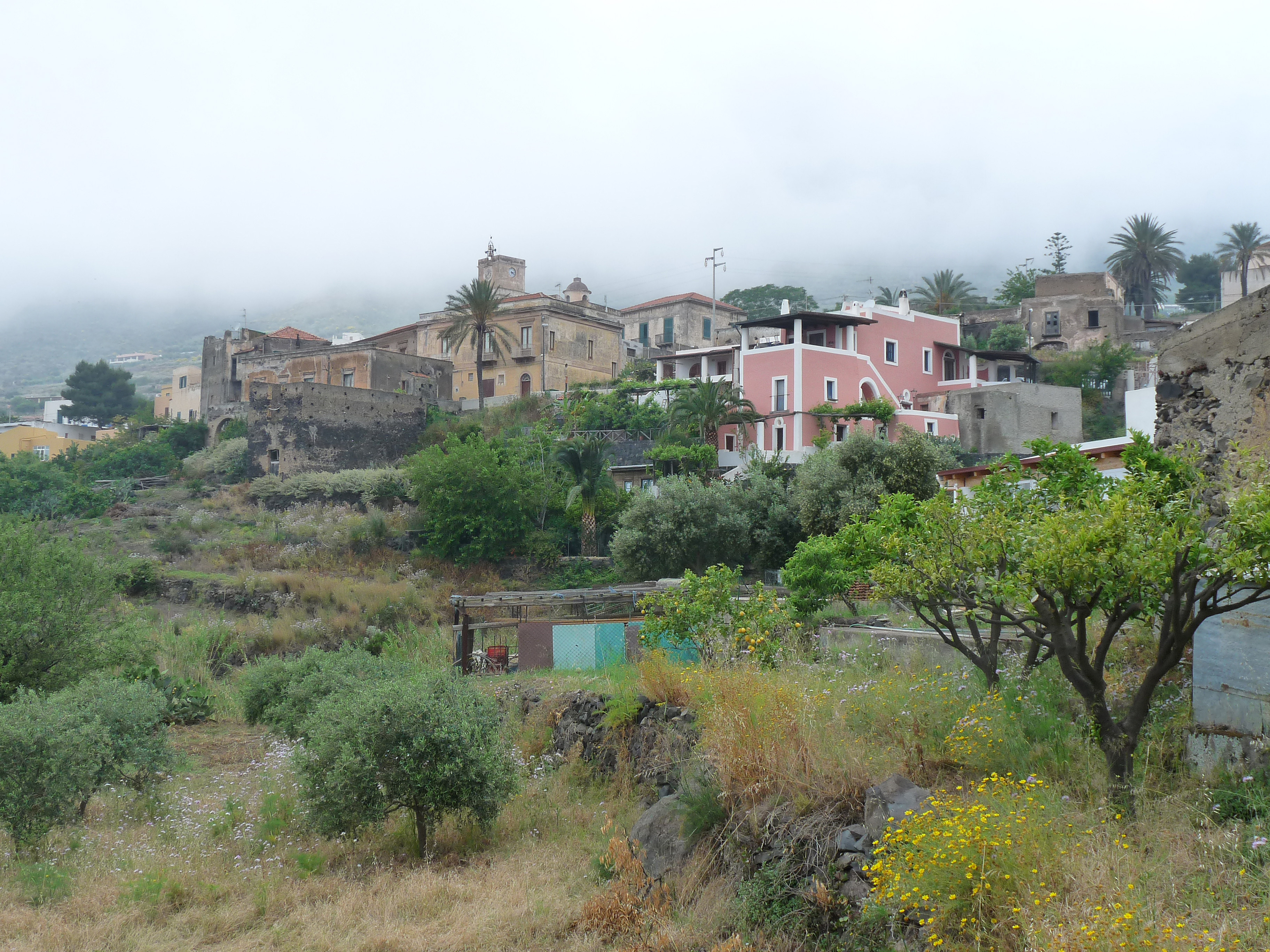
莱尼

莱尼（義大利語：Leni）是意大利西西里大区墨西拿廣域市的市镇，位于埃奥利群岛萨利纳岛上。市镇面积为8.79平方公里，2023年人口数量为679人。
莱尼位于岛上南部的小山坡上，海拔为200米，处于两座火山之间。
莱尼与下列市镇接壤：马尔法、圣玛丽娜-萨利纳。

## 友好城市
- 義大利伊斯基亚（自2013年起）